# Папський герб
Кожний папа римський має свій власний особистий герб, який служить символом його понтифікату. Герби римських пап з ХІ століття містили зображення Папської тіари. Бенедикт XVI змінив цю геральдичну традицію і використовував замість тіари митру, а також паллій, який раніше не зображався на папських гербах. Його наступники залишили митру замість тіари, натомість замінили паллій на стрічку з девізом. В основі герба — ключі Царства Небесного, символ влади святого Петра.

## Герби

Лев XIV (з 2025)
Франциск (2013-2025)
Бенедикт XVI (2005-2013)
Іван-Павло II (1978—2005)
Іван Павло І (1978)
Павло VI (1963—1978)
Іван XXIII (1958—1963)
Пій XII (1939—1958)
Пій XI (1922—1939)
Бенедикт XV (1914—1922)
Пій X (1903—1914)
Лев XIII (1878—1903)
Пій IX (1846—1878)
Григорій XVI (1831—1846)
Пій VIII (1829—1830)
Лев XII (1823—1829)
Пій VII (1800—1823)
Пій VI (1775—1799)
Климент XIV (1769—1774)
Климент XIII (1758—1769)
Бенедикт XIV (1740—1758)
Климент XII (1730—1740)
Бенедикт XIII (1724—1730)
Іннокентій XIII (1721—1724)
Климент XI (1700—1721)
Іннокентій XII (1691—1700)
Олександр VIII (1689—1691)
Іннокентій XI (1676—1689)
Климент X (1670—1676)
Климент IX (1667—1669)
Олександр VII (1655—1667)
Іннокентій X (1644—1655)
Урбан VIII (1623—1644)
Григорій XV (1621—1623)
Павло V (1605—1621)
Лев XI (1605—1605)
Климент VIII (1592—1605)
Іннокентій IX (1591—1591)
Григорій XIV (1590—1591)
Урбан VII (1590—1590)
Сикст V (1585—1590)
Григорій XIII (1572—1585)
Пій V (1566—1572)
Пій IV (1559—1566)
Павло IV (1555—1559)
Марцелл II (1555—1555)
Юлій III (1550—1555)
Павло III (1534—1549)
Климент VII (1523—1534)
Адріан VI (1522—1523)
Лев X (1513—1521)
Юлій II (1503—1513)
Пій III (в 1503)
Олександр VI (1492—1503)
Іннокентій VIII (1484—1492)
Сикст IV (1471—1484)
Павло II (1464—1471)
Пій II (1458—1464)
Калікст III (1455—1458)
Миколай V (1447—1455)
Фелікс V (1439—1449)
Євгеній IV (1431—1447)
Мартин V (1417—1431)
Іоанн XXIII (1410—1415)
Олександр V (1409—1410)
Григорій XII (1406—1415)
Іннокентій VII (1404—1406)
Бенедикт XIII (1724—1730)
Боніфацій IX (1389—1404)
Климент VII (antipope at Avignon ; 1378—1394)
Урбан VI (1378—1389)
Григорій XI (1370—1378)
Урбан V (1362—1370)
Іннокентій VI (1352—1362)
Климент VI (1342—1352)
Бенедикт XII (1334—1342)
Іоанн XXII (1316—1334)
Климент V (1305—1314)
Бенедикт XI (1303—1304)
Боніфацій VIII (1294—1303)
Целестин V (1294—1294)
Миколай IV (1288—1292)
Гонорій IV (1285—1287)
Мартин IV (1281—1285)
Миколай III (1277—1280)
Іоанн XXI (1276—1277)
Адріан V (1276—1276)
Іннокентій V (1276—1276)
Григорій X (1271—1276)
Климент IV (1265—1268)
Урбан IV (1261—1264)
Олександр IV (1254—1261)
Іннокентій IV (1243—1254)
Целестин IV (1241—1243)
Григорій IX (1227—1241)
Гонорій III (1216—1227)
Іннокентій III (1198—1216)

## Пов'язані герби

Герб Ватикану
Герб Святого Престола
Герб Sede vacante